# Geert Emmerechts
Geert Jean Julien Emmerechts (ur. 5 maja 1968 w Vilvoorde) – belgijski piłkarz grający na pozycji środkowego obrońcy. Był reprezentantem Belgii.

## Kariera klubowa
Swoją karierę piłkarską Emmerechts rozpoczął w 1976 roku w juniorach klubu KFC Peutie. W 1979 roku podjął treningi w juniorach RWD Molenbeek, a w sezonie 1985/1986 zadebiutował w barwach tego klubu w pierwszej lidze belgijskiej. W zespole Molenbeek grał do końca sezonu 1987/1988.
Latem 1988 Emmerechts przeszedł do Royalu Antwerp FC. W sezonie 1991/1992 zdobył z Royalem Puchar Belgii. W sezonie 1992/1993 dotarł z nim do finału Pucharu Zdobywców Pucharów, jednak nie wystąpił w nim, a Royal uległ 1:3 Parmie. W sezonie 1997/1998 spadł z Royalem do drugiej ligi. W Royalu grał do końca sezonu 1999/2000.
W latach 2000–2002 Emmerechts występował w KSV Roeselare. Z kolei w sezonie 2002/2003 grał w czwartoligowym KSK Hoboken. Karierę kończył po sezonie 2003/2004 jako gracz czwartoligowego K Kontich FC.
| Sezon   | Klub             | Kraj   | Rozgrywki     | Mecze | Gole |
| ------- | ---------------- | ------ | ------------- | ----- | ---- |
| 1985/86 | RWD Molenbeek    | Belgia | Eerste klasse | 14    | 0    |
| 1986/87 | RWD Molenbeek    | Belgia | Eerste klasse | 25    | 0    |
| 1987/88 | RWD Molenbeek    | Belgia | Eerste klasse | 26    | 0    |
| 1988/89 | Royal Antwerp FC | Belgia | Eerste klasse | 9     | 1    |
| 1989/90 | Royal Antwerp FC | Belgia | Eerste klasse | 24    | 1    |
| 1990/91 | Royal Antwerp FC | Belgia | Eerste klasse | 31    | 2    |
| 1991/92 | Royal Antwerp FC | Belgia | Eerste klasse | 32    | 0    |
| 1992/93 | Royal Antwerp FC | Belgia | Eerste klasse | 18    | 0    |
| 1993/94 | Royal Antwerp FC | Belgia | Eerste klasse | 24    | 1    |
| 1994/95 | Royal Antwerp FC | Belgia | Eerste klasse | 25    | 0    |
| 1995/96 | Royal Antwerp FC | Belgia | Eerste klasse | 20    | 0    |
| 1996/97 | Royal Antwerp FC | Belgia | Eerste klasse | 26    | 0    |
| 1997/98 | Royal Antwerp FC | Belgia | Eerste klasse | 26    | 0    |
| 1998/99 | Royal Antwerp FC | Belgia | Tweede klasse | 25    | 0    |
| 1999/00 | Royal Antwerp FC | Belgia | Tweede klasse | 32    | 0    |
| 2000/01 | KSV Roeselare    | Belgia | Tweede klasse | 30    | 0    |
| 2001/02 | KSV Roeselare    | Belgia | Tweede klasse | 21    | 1    |
| 2002/03 | KSK Hoboken      | Belgia | IV liga       | 20    | 1    |
| 2003/04 | K Kontich FC     | Belgia | IV liga       | ?     | ?    |

## Kariera reprezentacyjna
W reprezentacji Belgii Emmerechts zadebiutował 19 stycznia 1988 w wygranym 3:2 towarzyskim meczu z Izraelem, rozegranym w Ramat Gan, gdy w 46. minucie zmienił Franky’ego Dekenne. Był to jego jedyny mecz w kadrze narodowej.